# Sella Chianzutan
La Sella Chianzutan (954 m s.l.m.) è un valico delle Prealpi Carniche che collega la Carnia (Alta Val Tagliamento) a nord con la Val d'Arzino a sud. Posto a est del monte Verzegnis collega gli abitati di Chiaulis e Pozzis del comune di Verzegnis. La salita da entrambi i versanti presenta medie e forti pendenze stradali. Nel 2020 ha visto il passaggio del Giro d'Italia 2020 nella tappa Rivolto-Piancavallo.

## Altri progetti

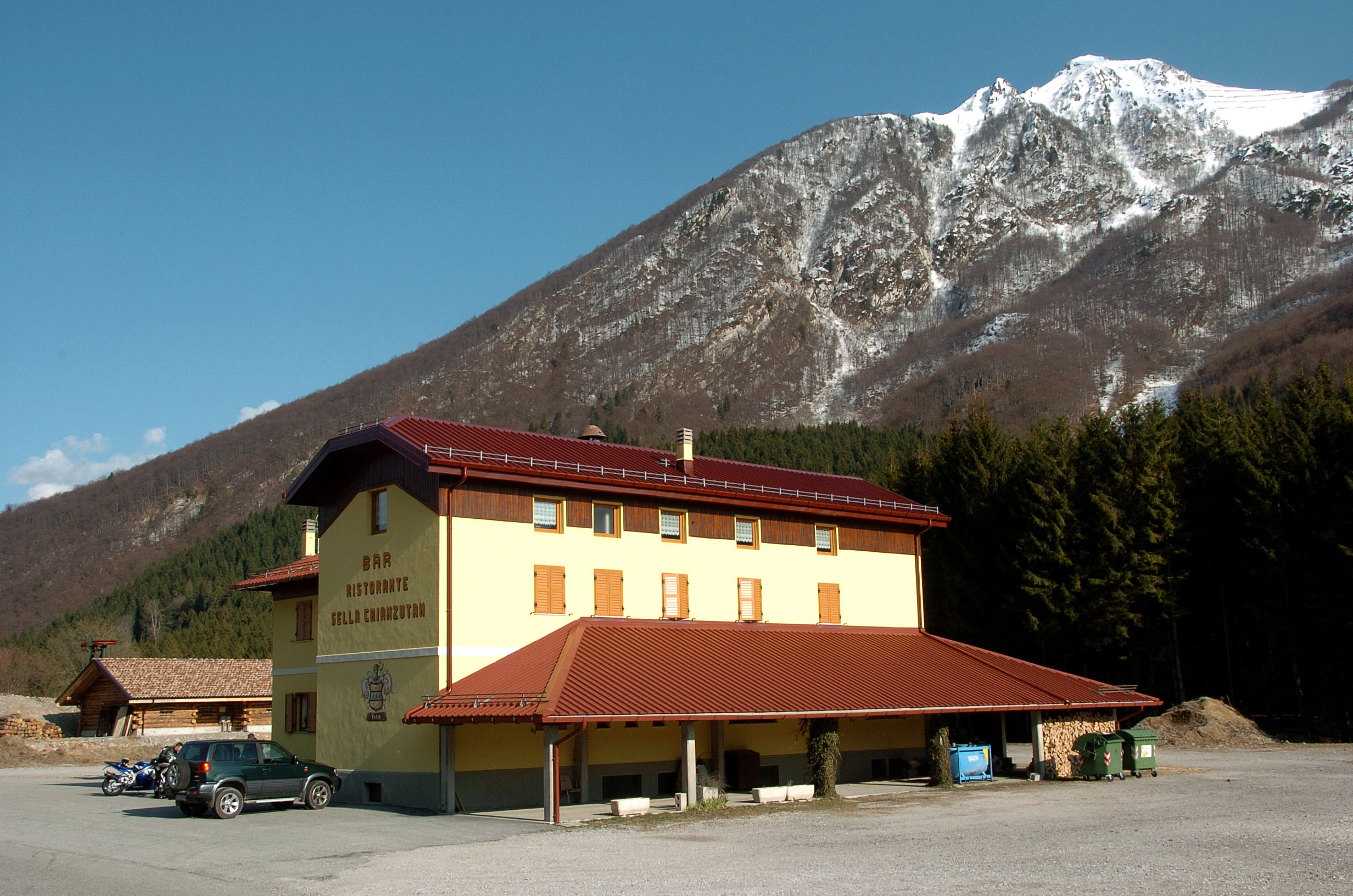
Monte Piombada dalla Sella Chianzuthan